# ジェイデン・ネルソン
ジェイデン・ネルソン（Jayden Nelson、2002年9月26日 - ）は、カナダ・オンタリオ州ブランプトン出身の同国代表サッカー選手。バンクーバー・ホワイトキャップス所属。ポジションはFW。

## クラブ経歴
2016年に14歳でトロントFCの下部組織へ入団し、2020年7月26日、MLSのニューヨーク・シティFC戦でトップチームデビューを果たした。2021年12月にはネルソンの才能に目をつけたベルギーのRSCアンデルレヒトから練習参加を持ちかけられ、ネルソンはこれを承諾して参加したものの、契約締結には至らなかった。
2023年2月8日、ノルウェーのローゼンボリBKへ移籍し、3年契約を結んだ。
2024年8月、SSVウルム1846にレンタル移籍した。
2025年1月24日、バンクーバー・ホワイトキャップスに移籍した。

## 代表経歴
2017年からカナダの世代別代表でプレーしており、2020年1月3日、親善試合2試合を控えたカナダ代表へ初招集された。同年1月7日、バルバドス代表戦でフル代表デビューを飾ると、3日後のバルバドス代表との再戦ではフル代表初ゴールも挙げた。

## タイトル

### クラブ
トロントFC
- カナディアン・チャンピオンシップ : 1回 (2020)

### 個人
- 年間最優秀若手カナダ人選手賞 : 1回 (2019)